# Craig Smith (Eishockeyspieler)
Craig Smith (* 5. September 1989 in Madison, Wisconsin) ist ein US-amerikanischer Eishockeyspieler, der seit März 2025 bei den Detroit Red Wings aus der National Hockey League unter Vertrag steht. Zuvor war der Center unter anderem neun Jahre bei den Nashville Predators aktiv und lief für die Boston Bruins und Chicago Blackhawks auf.

## Karriere
Smith begann seine Karriere im Jahr 2006 bei den Waterloo Black Hawks in der United States Hockey League. Dort war er drei Jahre lang aktiv und gewann mit den Black Hawks im Jahr 2007 den Anderson Cup, als bestes Team der regulären Saison. Er selbst erreichte in seinem Rookiejahr 18 Scorerpunkte in 45 Partien. In den folgenden Jahren steigerte er seine Offensivproduktion über 23 Punkte im Jahr 2008 auf 76 in der Saison 2008/09. Dies bescherte ihm neben der Einladung zum USHL All-Star Game auch die Berufung ins USHL First All-Star Team. Darüber hinaus wurde er im Juni 2009 in der vierten Runde des NHL Entry Drafts an 98. Stelle von den Nashville Predators aus der National Hockey League ausgewählt. Zur Saison 2009/10 wechselte der Stürmer ans College und spielte bis zum Saisonende 2010/11 für die University of Wisconsin–Madison in der Western Collegiate Hockey Association, einer Division der National Collegiate Athletic Association. Dort war er in seiner letzten Spielzeit als Mannschaftskapitän aktiv. Im Juli 2011 unterzeichnete Smith einen zweijährigen Einstiegsvertrag bei den Nashville Predators und etablierte sich in der Folge in deren NHL-Aufgebot. In der Saison 2016/17 erreichte er mit dem Team das Stanley-Cup-Finale, unterlag dort jedoch den Pittsburgh Penguins.
Nach neun Jahren in Nashville wurde sein auslaufender Vertrag nach der Spielzeit 2019/20 nicht verlängert, sodass er sich im Oktober 2020 als Free Agent den Boston Bruins anschloss. Dort unterzeichnete er einen neuen Dreijahresvertrag, der ihm ein durchschnittliches Jahresgehalt von 3,1 Millionen US-Dollar einbringen soll. Zum Zeitpunkt seines Weggangs aus Nashville hatten nur drei Spieler mehr Partien im Trikot der Predators bestritten als er (661).
In Boston war Smith bis Februar 2023 aktiv, als er in einem größeren Tauschgeschäft samt einem Erstrunden-Wahlrecht für den NHL Entry Draft 2023, einem Zweitrunden-Wahlrecht für den NHL Entry Draft 2025 sowie einem Drittrunden-Wahlrecht für den NHL Entry Draft 2024 zu den Washington Capitals transferiert wurde. Im Gegenzug erhielten die Bruins Dmitri Orlow sowie Garnet Hathaway. Washington übernahm dabei die Hälfte von Orlows Gehalt, während auch die Minnesota Wild involviert waren, um für Boston weitere 50 % (effektiv also 25 %) seines Salärs zu übernehmen. Über die Saison 2022/23 hinaus erhielt er jedoch keinen Vertrag in Washington, sodass er im Juli 2023 als Free Agent zu den Dallas Stars wechselte. In gleicher Weise schloss er sich im Juli 2024 den Chicago Blackhawks an. Dort wiederum war er nur bis März 2025 aktiv, als er samt Petr Mrázek zu den Detroit Red Wings transferiert wurde, die im Gegenzug Joe Veleno nach Chicago schickten.

### International

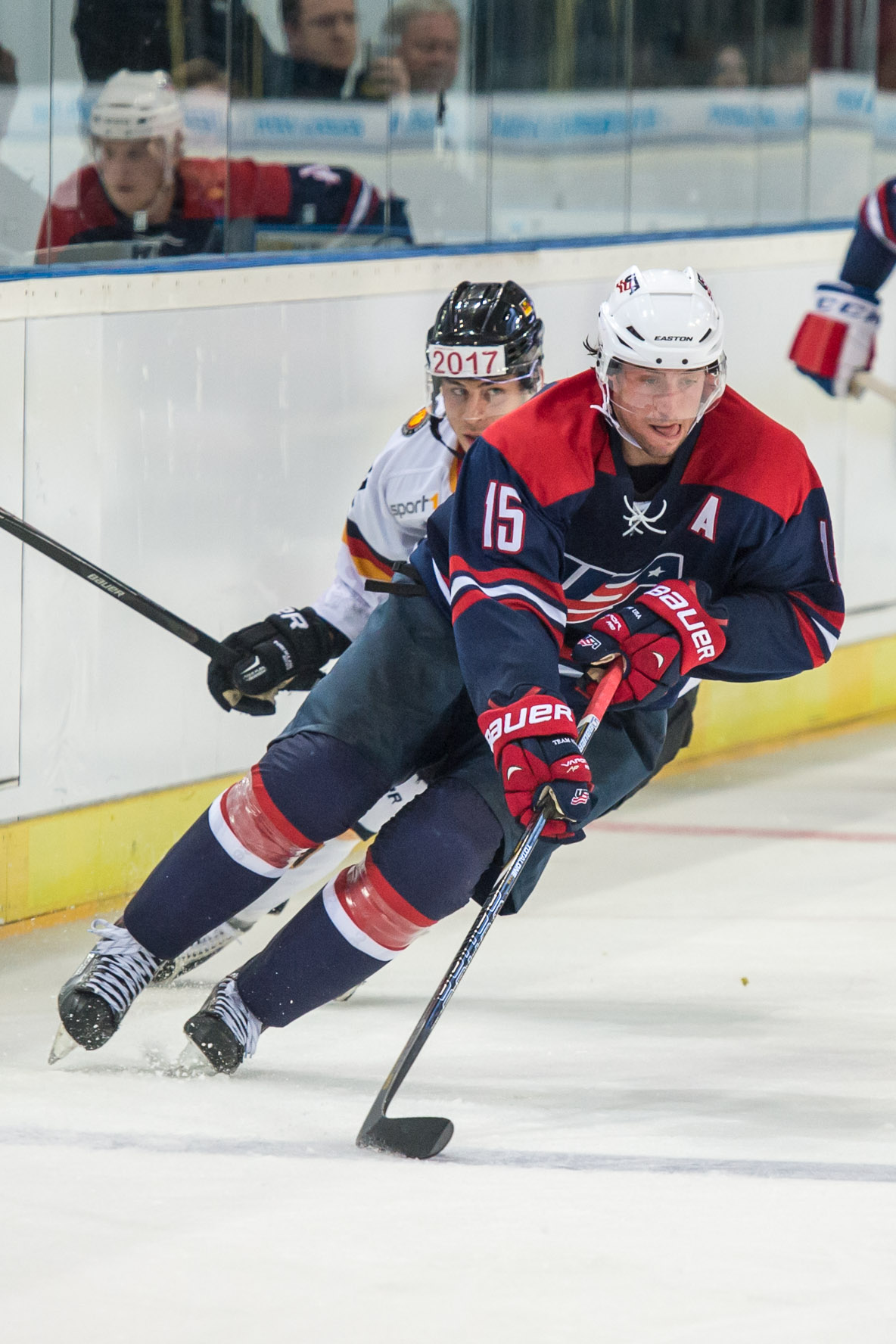
Smith im Dress der US-amerikanischen Nationalmannschaft

Smith vertrat sein Heimatland erstmals bei der Weltmeisterschaft 2011 in der Slowakei. Dort war er gemeinsam mit Chris Kreider einer von zwei College-Spielern im Kader der US-Amerikaner. Bei seinem ersten WM-Einsatz in der Begegnung gegen Österreich am 30. April 2011 war Smith mit einem Tor erfolgreich.
Bei der Weltmeisterschaft 2013 in Stockholm und Helsinki war er erneut Teil der Nationalmannschaft und gewann mit dieser die Bronzemedaille. Zudem war er mit 10 Assists bester Vorlagengeber des Turniers.

## Erfolge und Auszeichnungen
- 2009 Teilnahme am USHL All-Star Game
- 2009 USHL First All-Star Team
- 2010 WCHA All-Rookie Team
- 2012 Teilnahme an der NHL All-Star Game SuperSkills Competition

### International
- 2013 Bronzemedaille bei der Weltmeisterschaft
- 2013 Bester Vorlagengeber der Weltmeisterschaft

## Karrierestatistik
Stand: Ende der Saison 2024/25

### International
Vertrat die USA bei:
- Weltmeisterschaft 2011
- Weltmeisterschaft 2012
- Weltmeisterschaft 2013
- Weltmeisterschaft 2014

(Legende zur Spielerstatistik: Sp oder GP = absolvierte Spiele; T oder G = erzielte Tore; V oder A = erzielte Assists; Pkt oder Pts = erzielte Scorerpunkte; SM oder PIM = erhaltene Strafminuten; +/− = Plus/Minus-Bilanz; PP = erzielte Überzahltore; SH = erzielte Unterzahltore; GW = erzielte Siegtore; 1 Play-downs/Relegation; Kursiv: Statistik nicht vollständig)